# Barbara Göbel (Lateinamerikanistin)
Barbara Göbel (* 1962) ist eine deutsche Ethnologin und Altamerikanistin.

## Leben
Göbel studierte von 1981 bis 1986 in München Ethnologie, Geschichte und Linguistik und wurde 1990 an der Georg-August-Universität Göttingen mit der Arbeit „Die Anfänge des Bodenbaus in Meso- und Südamerika: Quellenkritik und Analyse von Erklärungsmodellen“ promoviert. Nach mehreren Anstellungen als wissenschaftliche Mitarbeiterin in Göttingen und Bonn und Gastprofessuren an verschiedenen südamerikanischen Universitäten wurde Göbel 2005 Direktorin des Ibero-Amerikanischen Instituts in Berlin. Seit 2017 ist sie darüber hinaus Honorarprofessorin für Ethnologie an der Freien Universität Berlin.

## Forschungsschwerpunkte
Zu ihren Forschungsschwerpunkten zählen sozial-ökologische Ungleichheiten und Ressourcenkonflikte, die Sammlungsinstitutionen und digitale Transformation sowie Wissenszirkulation, Wissensformen und Wissensinfrastrukturen.

## Publikationen (Auswahl)
- Die Anfänge des Bodenbaus in Mesoamerika und Südamerika: Quellenkritik und Analyse von Erklärungsmodellen (= Acta Mesoamericana. Band 6). Saurwein, Mockmühl 1993.
- mit Peter Birle und Johannes Specht: Wirtschafts-, sozial- und geisteswissenschaftliche Lateinamerikaforschung in Deutschland. Situation und Perspektiven. Ibero-Amerikanisches Institut, Berlin 2009, ISBN 978-3-935656-34-3.
- mit Peter Birle: Investigación sobre América Latina en Alemania en el ámbito de las Ciencias Económicas, las Ciencias Sociales y las Humanidades. Situación y perspectivas. Ibero-Amerikanisches Institut, Berlin 2012, ISBN 978-3-935656-44-0.
- mit Marianne Braig und Sérgio Costa: Soziale Ungleichheiten und globale Interdependenzen in Lateinamerika. Eine Zwischenbilanz (= desiguALdades.net Working Paper Series. Nummer 4). desiguALdades.net, Berlin 2013.
- mit Marianne Braig und Sérgio Costa: Social Inequalities and Global Interdependencies in Latin America. A Provisional Appraisal (= desiguALdades.net Working Paper Series. Nummer 100). desiguALdades.net, Berlin 2016.
- mit Peter Birle, Miriam Boyer und Jakob Krusche: Mobility, diversity, inequality, sustainability. Cross-cutting issues of cultural, scientific and social relations between the European Union and Latin America/the Caribbean. EU-LAC Foundation, Hamburg 2020, ISBN 978-3-949142-03-1 (online).